# Peggy Knudsen
Peggy Knudsen (ur. 22 kwietnia 1923 w Duluth w stanie Minnesota, zm. 11 lipca 1980) – amerykańska aktorka filmowa i telewizyjna.

## Filmografia
seriale
- 1950: Racket Squad jako Julie
- 1953: General Electric Theater jako Irene Martin
- 1958: Bat Masterson jako Louisa Carey
- 1960: The Case of the Dangerous Robin

film
- 1946: Shadow of a Woman jako Louise Ryder, była żona Erica
- 1948: Half Past Midnight jako Sally Ferris
- 1955: Dzień dobry Pani Dove jako Billie Jean
- 1957: Stambuł jako Marge Boyle

## Wyróżnienia
Posiada swoją gwiazdę na Hollywoodzkiej Alei Gwiazd.